# Kardinal-Innitzer-Förderungspreis für Human- und Veterinärmedizin
Der Kardinal-Innitzer-Förderungspreis für Human- und Veterinärmedizin ist ein von der Erzdiözese Wien verliehener Wissenschaftspreis. Der Preis ist nach Kardinal Theodor Innitzer benannt.

## Der Kardinal-Innitzer-Studienfonds
Dotiert wird der Kardinal-Innitzer-Förderungspreis für Human- und Veterinärmedizin durch den Kardinal-Innitzer-Studienfonds, eine Einrichtung zur Förderung der Wissenschaft. Er vergibt jährlich Förderungspreise an hervorragende junge österreichische Wissenschaftler in verschiedenen Wissenschaftsdisziplinen.
Für die Prämierung kommen wissenschaftliche Arbeiten in Frage, die in ihrer wissenschaftlichen Bedeutung einer Habilitationsschrift gleichzusetzen sind. Die Bewerber sollen österreichische Staatsbürger sein. Die Arbeiten ausländischer Staatsbürger werden angenommen, wenn sie in Österreich an einer wissenschaftlichen Institution ständig arbeiten. Die Bewerbungen werden durch den Studienfonds begutachtet, wobei auch externe Gutachter beauftragt werden.

## Preisverleihung
Die Preisverleihung nimmt der Erzbischof von Wien, derzeit Kardinal Christoph Schönborn, im Rahmen einer feierlichen Vergabesitzung im Dezember jedes Kalenderjahres vor.

## Träger des Kardinal-Innitzer-Förderungspreises für Human- und Veterinärmedizin
- 1971: Hans Bankl, Pathologe; Kurt Loewit, Sexualmediziner
- 1972: Robert Trappl, Kybernetiker
- 1973: Hans Bernheimer, Neurologe; Josef Kühböck, Onkologe
- 1974: Stefan Silbernagl, Mediziner und Physiologe
- 1975: Elfriede Sluga, Neurologin
- 1976: Manfred Deutsch, Herzchirurg
- 1977: Kraft Dietrich, Pathologe
- 1978: Robert Willvonseder, Mediziner
- 1979: Dontscho Kerjaschki, Pathologe; Maximilian Pichler, Mediziner
- 1980: Herbert Mandl, Chirurg
- 1981: Egon Humpler, Mediziner und Physiologe; Heinz Juan, Neuropharmakologie; Peter Rappelsberger, Hirnforscher
- 1982: kein Preis vergeben
- 1983: Hans Lassmann, Neuropathologe; Hans Oberleithner, Physiologe
- 1984: Edward Penner, Mediziner
- 1985: Helmut Gruber, Ophthalmologe; Peter Holzer, Neuropharmakologe
- 1986: Hans Sun Choi, Biochemiker; Josef Kovarik, Mediziner; Christoph Zielinski, Internist
- 1987: Eckhard Beubler, Pharmakodynamiker und Toxikologe; Peter Dal Bianco, Neurologe; Sylvia Fitzal, Anästhesistin; Gerhard Gstraunthaler, Physiologe und Balneologe
- 1988: kein Preis vergeben
- 1989: Peter Berger, Immunologe; Gerhard Haszprunar, Zoologe; Bernd Koidl, Mediziner und Biophysiker; Markus Paulmichl, Toxikologe und Pharmakologe;
- 1990: Renate Fuchs, Pathologin; Michael Trimmel, Neuropsychologe; Herbert Wiener, Pharmakologe
- 1991: Wolfgang Kröll, Anästhesiologe; Erich Pohanka, Internist
- 1992: kein Preis vergeben
- 1993: Rainald Seitelberger, Herz-Thorax-Gefäßchirurg; Quingbo Xu, Pathologe; Gerhard Zlabinger, Immunologe
- 1994: Wolfgang Holter, Krebsforscher; Michael Kautzky, Mediziner; Bernhard Ortel, Dermatologe und Venerologe
- 1995: Florian Gottsauner-Wolf, Orthopäde; Norbert Nowotny, Veterinärmediziner und Virologe
- 1996: Ernst Malle, Molekularbiologe
- 1997: Johannes Möst, Mediziner und Mikrobiologe; Klemens Rappersberger, Dermatologe
- 1998: kein Preis vergeben
- 1999: Michael Roden, Internist; Liselotte Krenn, Pharmakologin
- 2000: kein Preis vergeben
- 2001: Roland Beisteiner, Neurologe; Johannes Berger, Hirnforscher
- 2002: Johann Hainfellner, Neuropathologe; Thomas Helbich, Radiologe
- 2003: Peter Birner, Pathologe
- 2004: Sabine Glasl, Pharmakologin; Rainer Kunstfeld, Dermatologe; Andreas Widschwendter, Gynäkologe
- 2005: Ines Swoboda, Allergieforscherin
- 2006: Christoph Binder, Laboratoriumsdiagnostiker
- 2007: Michael Fuchsjäger, Radiologe; Susana Ortiz-Urda, Dermatologin; Rodrig Marculescu, Laboratoriumsdiagnostiker
- 2008: Felix Geser, Mediziner und Parkinsonforscher; Robert Loewe, Dermatologe
- 2009: Matthias Preusser, Onkologe; Christiane Thallinger, Chirurgin
- 2010: Gerald Prager, Internist; Ingrid Stelzmüller, Medizinerin
- 2011: Isabella Pali, Medizinerin und Allergieforscherin; Michael Ramharter, Internist
- 2012: kein Preis vergeben
- 2013: Thomas Gremmel, Internist; Peter Paal, Anästhesist
- 2014: Evelyne Mann, Veterinärmedizinische Universität Wien
- 2015: kein Preis vergeben
- 2016: kein Preis vergeben
- 2017: kein Preis vergeben
- 2018: Christian Posch, Dermatologe[2]
- 2019: Katharina Brugger, Veterinärmedizinische Universität Wien; Patrick Brunner, Medizinische Universität Wien
- 2020: Beate Conrady, Veterinärmedizinische Universität Wien; Christiane Gollmann-Tepeköylü, Medizinische Universität Innsbruck; Christiane Weissenbacher-Lang, Veterinärmedizinische Universität Wien
- 2021: Alice Auersperg, Veterinärmedizinische Universität Wien
- 2022: Timon Erik Adolph, Internist und Gastroenterologe an der Medizinischen Universität Innsbruck; Verena Wieser, Medizinische Universität Innsbruck
- 2023: David D’Andrea, Universitätsklinik für Urologie an der Medizinischen Universität Wien; Daniel Moritz Felsenreich, Universitätsklinik für Allgemeinchirurgie der Medizinischen Universität Wien; Andreas Mangold, Universitätsklinik für Innere Medizin II der Medizinischen Universität Wien; Karin Trimmel, Neurologin an der Medizinischen Universität Wien
- 2024: Maximilian Marhold, Medizinische Universität Wien; Martin Schepelmann, Medizinische Universität Wien; Tobias Zrzavy, Neuroimmunologe an der Medizinischen Universität Wien